# Orazio Tedone
Orazio Tedone (Ruvo di Puglia, 10 de maio de 1870 — Pisa, 18 de abril de 1922) foi um matemático aplicado e físico italiano.
Sua principal área de pesquisa foi a teoria da elasticidade.

## Vida e obra
Tedone estudou em Nápoles e na Escola Normal Superior de Pisa (foi aluno de, dentre outros, Enrico Betti, Ulisse Dini, Vito Volterra e Luigi Bianchi). Foi professor do Istituto Tecnico C. Cattaneo em Milão, e depois professor de mecânica superior em Pávia. Em 1899 tornou-se professor de análise em Gênova, onde obteve a cátedra de mecânica racional em 1902. Em 1922 aceitou a cátedra de física matemática em Nápoles, mas antes de a assimur morreu em um acidente de trem.